# Małe Karpaty

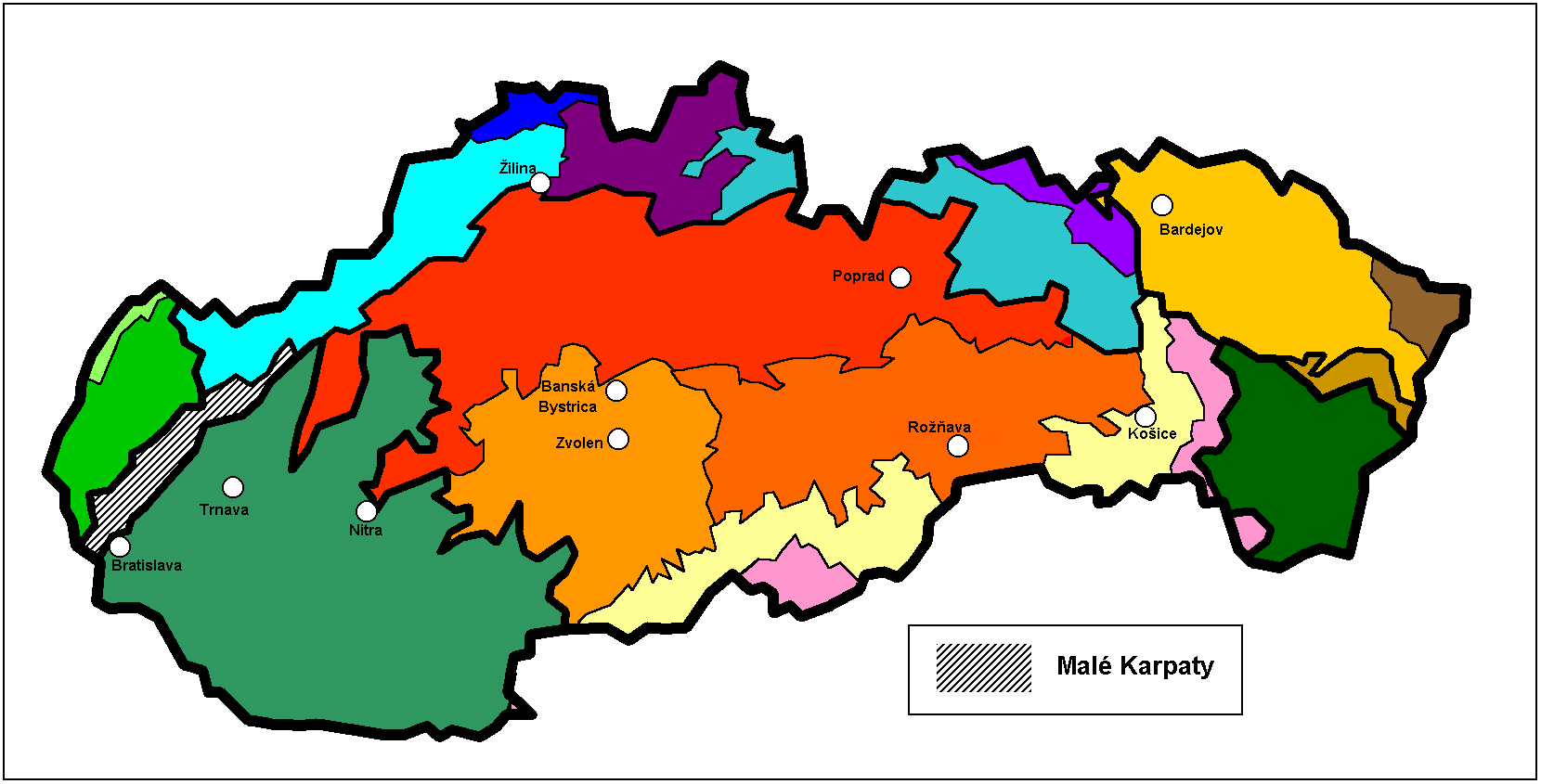
Położenie Małych Karpat na mapie Słowacji

Położenie Małych Karpat na mapie Centralnych Karpat Zachodnich

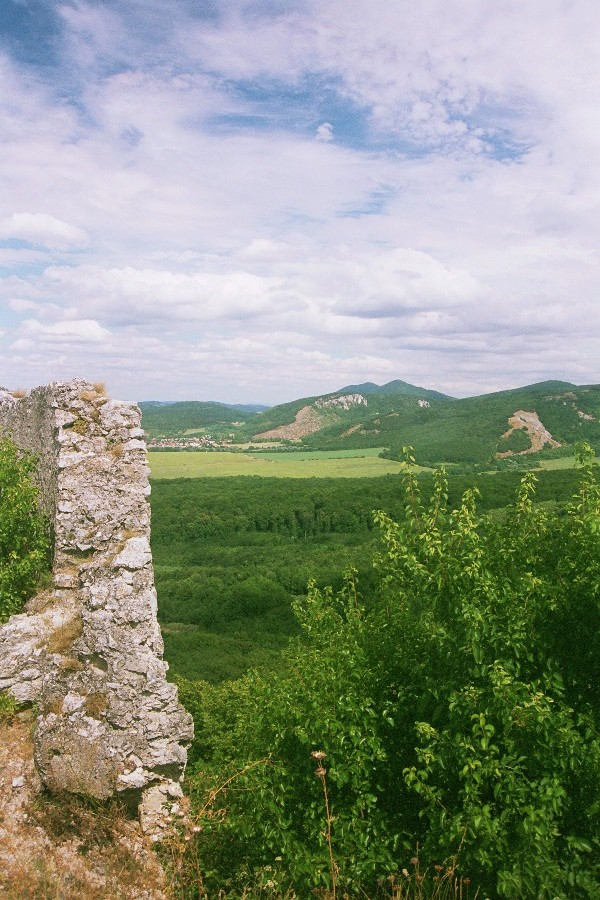
Widok na górę Záruby i sąsiednie szczyty

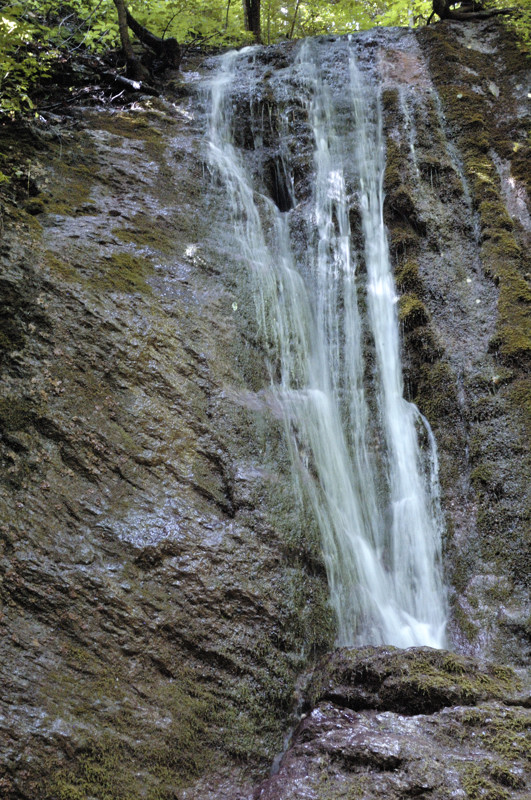
Hlbočiansky vodopád

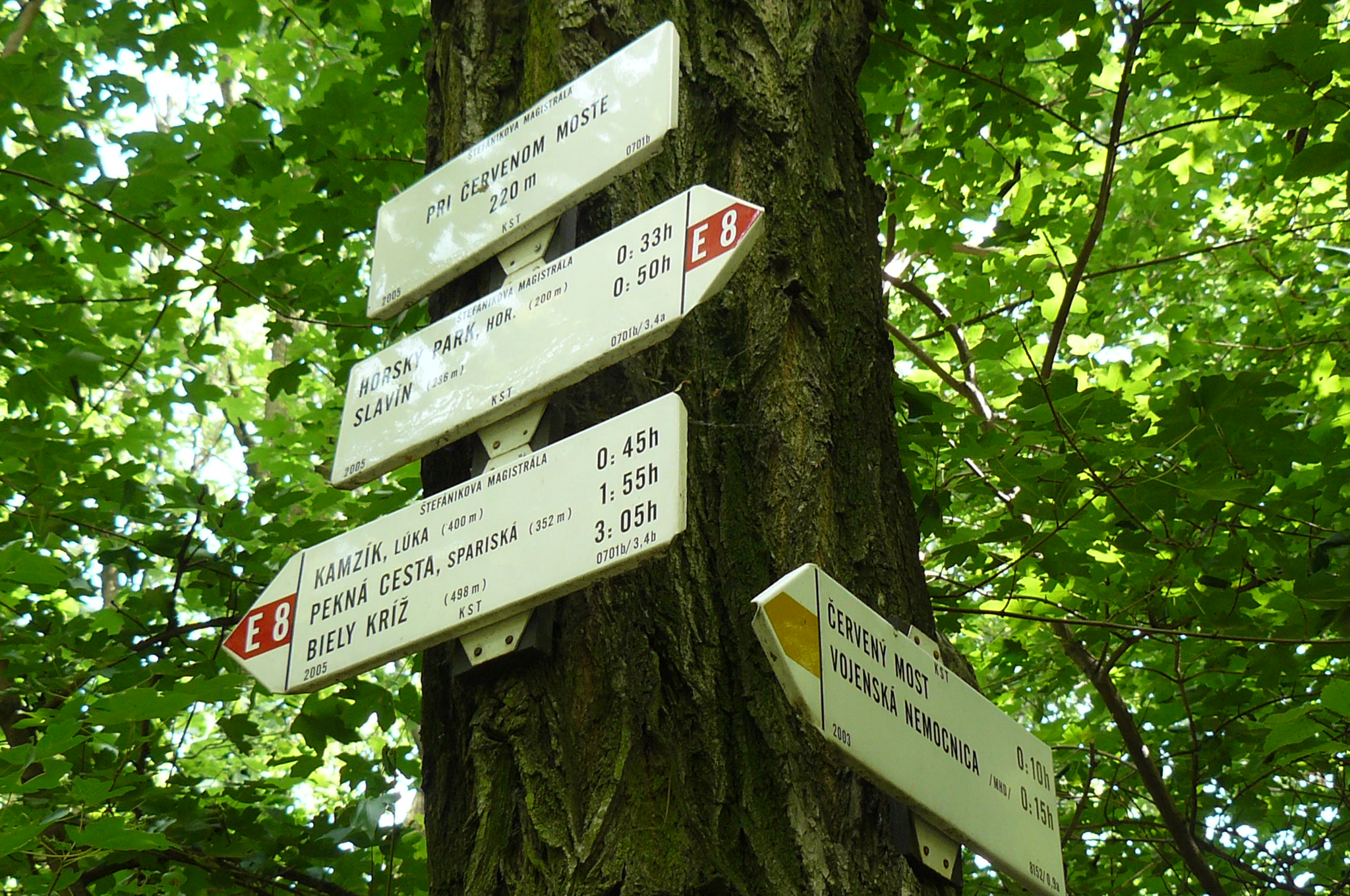
Szlak Generała Štefánika w Małych Karpatach

Małe Karpaty (514.2, słow. Malé Karpaty, węg. Kis-Kárpátok, niem. Kleine Karpaten) – pasmo górskie w zachodniej Słowacji. Stanowią najbardziej wysunięte na południowy zachód pasmo Centralnych Karpat Zachodnich.

## Położenie
Pasmo Małych Karpat rozciąga się wzdłuż osi południowy zachód – północny wschód, od okolic Bratysławy do okolic Nowego Miasta nad Wagiem. Ma długość ok. 100 km i zróżnicowaną szerokość: od ok. 16 km w części południowej, między miejscowościami Lozorno i Jur pri Bratislave do niespełna 3 km w części północnej, na odcinku między miejscowościami Prašník i Čachtice. Oddziela Nizinę Zahorską na północnym zachodzie od Niziny Naddunajskiej na południowym wschodzie. Na południowym zachodzie graniczy z doliną Dunaju (Bramą Hainburską). Na północnym wschodzie obniżenie Pogórza Myjawskiego oddziela Małe Karpaty od Białych Karpat, a dolina Wagu – od Gór Inowieckich. Małe Karpaty są odwadniane przez wiele małych potoków i rzek, spływających do Dudváhu, Dunaju i Morawy.

## Opis
Granice morfologiczne Małych Karpat z Niziną Zahorską i Niziną Naddunajską są wyraźnie widoczne w południowej i środkowej części pasma. Granica ta jest znacznie mniej widoczna w części północnej pasma, gdzie styk z Białymi Karpatami następuje przez niewiele niższe ciągi wzniesień Pogórza Myjawskiego. Małe Karpaty mają stosunkowo niewielkie wysokości bezwzględne (500–700 m n.p.m.), ale są wyniesione aż o 300–600 m ponad poziom otaczających je nizin. Kulminacje są równomiernie rozsiane na całej długości pasma. Na samym południowym krańcu, na brzegu Dunaju, leży szczyt Devínska Kobyla (514 m n.p.m.), kolejne to Veľký Javorník (594 m n.p.m.), Somár (650 m n.p.m.), Vysoká (754 m n.p.m.), Čertov kopec (752 m n.p.m.), Vápenná (748 m n.p.m.). Najwyższą kulminacją jest szczyt Záruby (768 m n.p.m.) w środkowej części pasma, niedaleko Smolenic.

## Podział
Słowaccy geografowie zaliczają Małe Karpaty do łańcucha fatrzańsko-tatrzańskiego (Fatransko-Tatranská oblasť), przy czym za część Małych Karpat uważają również Wzgórza Hainburskie po południowej stronie Dunaju. Pasmo Małych Karpat dzielą (z południa na północ) na:
- Karpaty Devińskie (Devínske Karpaty, w granicach Bratysławy), w ich skład wchodzą mniejsze jednostki: Devínska Kobyla, Bratislavské predhorie, Lamačska brána i Devínska brána;
- Karpaty Pezińskie (Pezinské Karpaty, od Bratysławy do wsi Buková), w ich skład wchodzą Homoľské Karpaty, Stupavské predhorie, Bielé hory, Smolnická vrchovina i Plavecké predhorie;
- Karpaty Brezowskie (Brezovské Karpaty, od Bukovej do wsi Prašník), z Kotliną Dobrej Vody (słow. Dobrovodská kotlina);
- Karpaty Czachtickie (Čachtické Karpaty, od Prašníka do Nowego Miasta nad Wagiem), z pasmem Plešivca i grupą Nedze.

## Geologia
Małe Karpaty tworzą zrąb tektoniczny, oddzielony od otaczających kotlin uskokami.
Trzon krystaliczny przykryty jest alpejskimi płaszczowinami zbudowanymi ze skał mezozoicznych.
Pod względem geologicznym pasmo Małych Karpat składa się z dwóch części, podzielonych linią Jablonica-Trstín mniej więcej w połowie długości pasma.
Część południowa i południowo-wschodnia składa się ze skał krystalicznych, przykrytych skałami mezozoicznymi. Krystalinik Małych Karpat dzieli się na dolną serię pezinsko-pernecką (słow. pezinsko-pernecká séria) i górną serię harmońską (słow. harmónska séria). Pierwotnie były to proterozoiczne skały osadowe, zmetamorfizowane w czasie orogenezy waryscyjskiej. Obecnie są to fyllity. Paleozoiczne zasadowe skały wulkaniczne zostały zmienione w amfibolity. W kompleksie metamorficznym występują dwa masywy granitoidowe – bratysławski (słow. bratislavský granitoidný masí) i modrański (słow. modranský granitoidný masív).
Północno-zachodnia część Małych Karpat zbudowana jest z mezozoicznych skał osadowych. Są to głównie wapienie wieku od triasu do kredy, z wkładkami bazaltów (w rejonie wsi Lošonec), należącymi do płaszczowiny kriżniańskiej i choczańskiej. Obie płaszczowiny pocięte są pokredowymi uskokami.
Wzdłuż brzegów masywu występują osady paleogeńskie i neogeńskie.
W triasowych i jurajskich wapieniach występują zjawiska krasowe, zarówno powierzchniowe, jak i podziemne. Najbardziej znana jaskinia Driny koło Smolenic, w Krasie Smolenickim.
Pierwotnie Małe Karpaty stanowiły płaskowyż, który w wyniku procesów erozyjnych został pocięty dolinami potoków na mniejsze fragmenty. W efekcie wierzchołki gór są szerokie i płaskie.

## Klimat
Klimat Małych Karpat jest umiarkowany, z przeciętną ilością opadów.
Średnia roczna temperatura powietrza w górach wynosi 7-9 ºC. Dla sąsiednich nizin, Zahorskiej i Naddunajskiej jest to 9–10 ºC. Na wysokościach powyżej 400 m n.p.m. temperatura ta spada poniżej 8 ºC, natomiast na wysokościach powyżej 700 m n.p.m., na stokach o północnej wystawie, osiąga zaledwie 6,5 ºC. Średnia temperatura lutego na wysokości ok. 500 m n.p.m. wynosi -2,5 ºC, zaś na wysokości 700 m n.p.m. – 3,5 ºC. W lipcu na wysokościach 400 m n.p.m. średnia temperatura sięga 19 ºC, natomiast na wysokościach 600 m n.p.m. i wyżej spada poniżej 17 ºC.
Średnia liczba dni letnich (z temperaturą powyżej 25 ºC) w roku w Małych Karpatach wynosi 40–50, natomiast na sąsiednich nizinach 50–65. Średnia liczba dni mroźnych (z temperaturą poniżej – 0,1 ºC) w roku w górach wynosi 30–40, natomiast na otaczających je nizinach 20–35.
Roczny poziom opadów na nizinach, otaczających Małe Karpaty, wynosi 600–650 mm, natomiast w samych górach waha się w granicach 650–900 mm, od 639 mm w Bratysławie po 758 mm w Smolenicach, 881 mm w Limbachu i po ok. 900 mm na najwyższych szczytach.
Średnia liczba dni z opadami śniegu w Małych Karpatach wynosi 25–30, na nizinach 20–25. Liczba dni z pokrywą śniegową wynosi 40–60, od 36 dni w Bratysławie przez 50 dni w Smolenicach po 53 dni w Brezovej pod Bradlom. Na sąsiednich nizinach liczba ta wynosi 30-40 dni.

## Gleby
Gleby są przeważnie brunatne.

## Roślinność
Małe Karpaty są w większości porośnięte lasami liściastymi – w niższych partiach dębowymi, w wyższych – bukowymi. Na południowych stokach prowadzi się małokarpackie winnice (Rača, Pezinok, Modra) i sady.

## Ochrona przyrody
Prawie całe pasmo Małych Karpat obejmuje Obszar Chronionego Krajobrazu Małe Karpaty o powierzchni 65 504 ha. Utworzony został w 1976 r. jako pierwsza tego typu jednostka w ówczesnym Kraju Zachodniosłowackim. Później obszar ten został włączony do międzynarodowego programu MaB ("Człowiek i Biosfera"). Szczególnie cenne przyrodniczo tereny objęte są ochroną w kilkunastu rezerwatach przyrody, a kilkadziesiąt innych obiektów (m.in. jaskinie, w tym udostępnioną turystycznie jaskinię Driny) objęto innymi formami ochrony (słow. chránené nálezisko, chránený prírodný výtvor). M. in. rezerwat Devínska Kobyla chroni stanowisko roślinności stepowej, a rezerwat Sandberg – nagromadzenie skamieniałości z okresu, gdy te tereny stanowiły dno morskie.

## Zagospodarowanie
Małe Karpaty są regionem wypoczynkowym, turystycznym i sportowym, głównie dla mieszkańców Bratysławy i jej okolic. Uprawia się tu narciarstwo (ośrodki Piesok, Pezinská Baba, Brezová pod Bradlom). Szlaki turystyczne są liczne i malownicze. Najdłuższy z nich, czerwony, o długości 80 km, jest zwany Štefánikovą magistralą. Zaczyna się w Bratysławie na wzgórzu Kamzík, ze znaną wieżą telewizyjną, po czym biegnie na północ głównym grzbietem pasma przez całą jego długość. Kończy się na górze Bradlo, na której stoi monumentalny grobowiec gen. Štefánika projektu Dušana Jurkoviča, zbudowany w latach 1927–1928. Północne stoki obfitują w średniowieczne zamki i ich ruiny, z których najsłynniejsze znajdują się w granicach Bratysławy – ruiny zamku w Devínie i zamek w Bratysławie.

## Etnografia
Małe Karpaty leżą na granicy regionu etnograficznego Záhorie, charakteryzującego się rozwiniętą kulturą i sztuką ludową.